# Ironman (triatló)

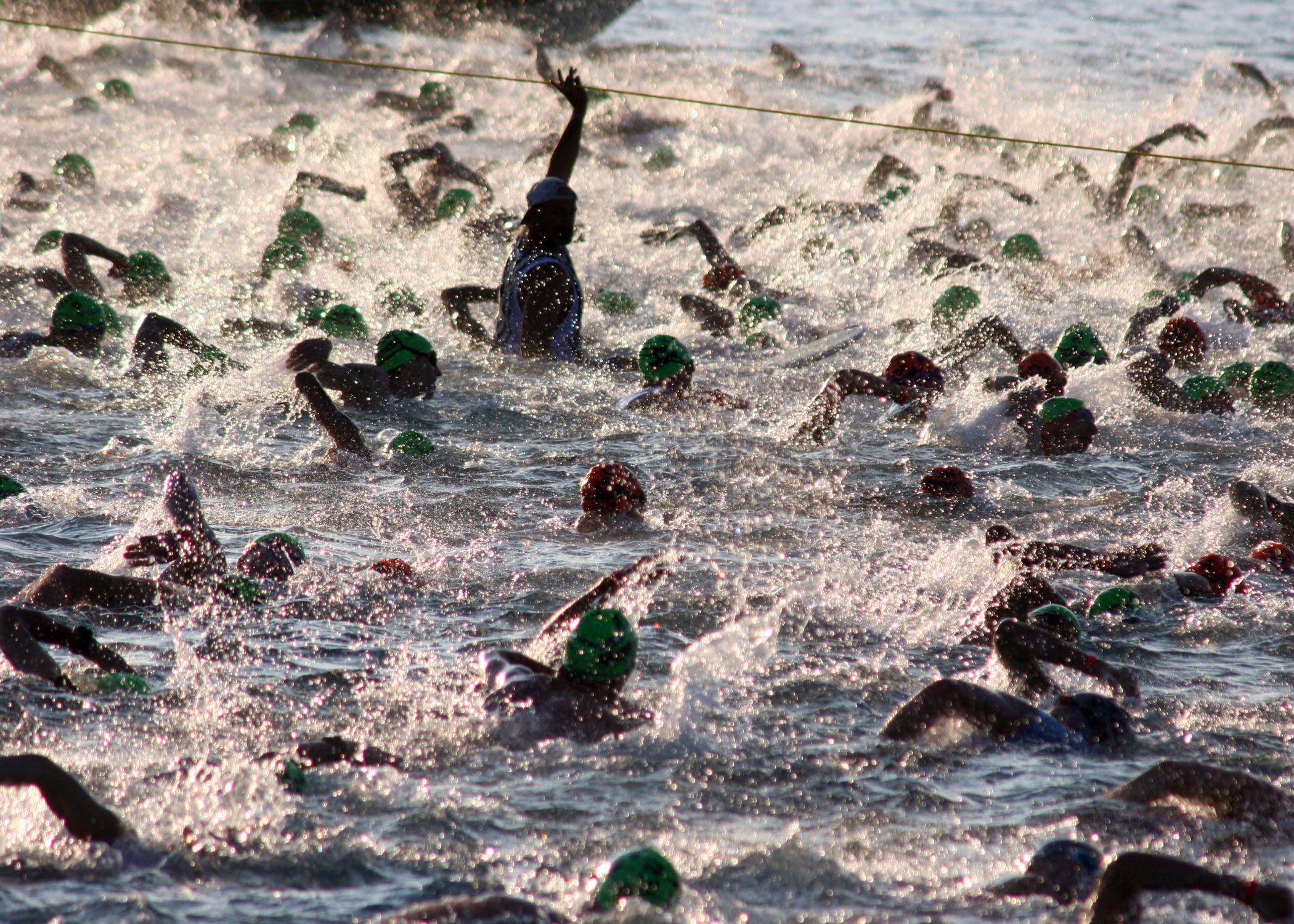
Gairebé 2.000 triatletes comencen la natació de 2.4 milles en el Campionat del Món Ironman 2005, celebrat a Kailua-Kona, Hawaii

L'Ironman és una sèrie de carreres de triatló de fons organitzades per la World Triathlon Championship (WTC) que consisteix en una nedada de 2,4 milles (3,86 quilòmetres), una carrera de ciclisme de 112 milles (180,25 quilòmetres) i una marató de 26,2 milles (42,2 quilòmetres), corregudes en aquest ordre i sense pausa. Se celebra cada any des de 1978, i té lloc a Kailua-kona, Hawaii.
La major part dels esdeveniments Ironman tenen un termini limitat estricte d'un màxim de 17 hores seguides per completar la carrera. Una carrera Ironman comença a les set del matí, essent el temps màxim per a la natació de dues hores i vint minuts (fins a dos quarts de deu) i la de ciclisme com a màxim fins a dos quarts de sis de la tarda (tots els atletes han de completar la carrera abans de la mitjanit). Els participants que aconsegueixen acabar l'Ironman en el temps límit, són anomenats Ironmans.
La participació en el Campionat del Món d'Ironman, és precedit per una sèrie de campionats Ironman eliminatoris. El triatló Ironman és reconegut per la seva longitud, les difícils condicions de carrera i per tractar-se d'un esdeveniment mediàtic.

## Història

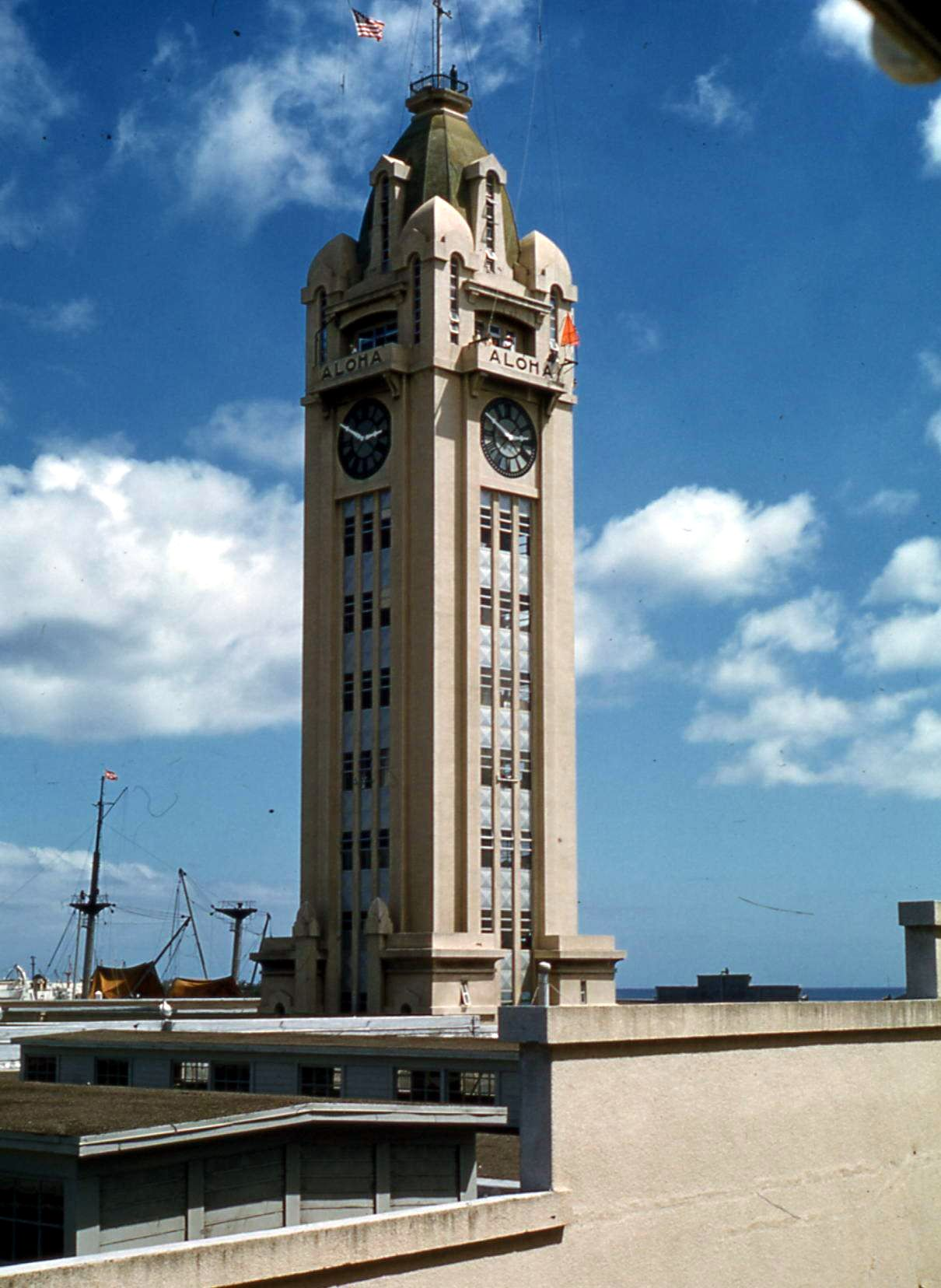
La torre Aloha va ser el lloc original d'arribada del circuit.

Hi ha dades d'esdeveniments de triatló que es realitzaven des de 1902 encara que no amb els esports amb els quals es compon avui en dia. En aquesta data, es feia un esdeveniment que involucrava nedar, anar en bicicleta i un tram de piragüisme amb caiac.
Més tard, el 1920, hi ha un registre d'un esdeveniment a França anomenat Les trois sports. Després, el 1921, 1945 i durant els anys seixanta, es tenen registrats esdeveniments que comprenien els tres esports del triatló, natació, ciclisme i cursa a peu, encara que no pròpiament en un ordre determinat.
L'any 1974 es va realitzar per primera vegada un triatló com és conegut avui dia pel que fa a l'ordre dels esdeveniments (primer la natació, segon el ciclisme i tercer la marató), a Mission Bay a San Diego (Califòrnia) i organitzat i patrocinat pel San Diego Track Club. Aquest esdeveniment s'assenyala que no va ser inspirat per les competències prèvies a França. Va ser nomenat el primer triatló d'Amèrica.
La idea del triatló Ironman original va sorgir durant la cerimònia de premis de l'"Oahu Perimeter Relay" de 1977 (una carrera que constava d'equips de cinc persones que feien torns per córrer). Entre els participants, hi havia membres d'un equip de corredors anomenat el Mid-Pacific Road Runners, i un equip de natació anomenat Waikiki Swim Club. Entre ells va sorgir el debat de qui eren els esportistes més ben preparats, els corredors o els nedadors.
El Comandant nord-americà de la Marina dels Estats Units, John Collins, va comentar que ell havia vist un reportatge a la revista Sports Illustrated, on s'esmentava que Eddy Merckx, el ciclista belga que havia guanyat competicions de ciclisme a escala mundial inclòs cinc vegades el Tour de França, era l'home amb la màxima capacitat pulmonar per captar oxigen, més que qualsevol altre atleta. Així que, possiblement els ciclistes, eren els millors esportistes.
John Collins i la seva dona Judy havien participat en triatlons a San Diego el 1974 i 1975. D'aquesta manera, a ell se li va ocórrer una senzilla solució per a resoldre el debat. Unir les tres competicions més famoses de Hawaii de cadascun dels esports: la nedada Waikiki Roughwater Swim, de 3,862 km; la ciclista Around-Oahu Bike Race, de 185 km; i la marató Honolulu Marathon, de 42,195 km.
Collins, perquè s'ajustés el recorregut ciclista a la distància al voltant de l'illa, va tallar 5 km, quedant en 180 km. Collins va idear que, traient aquesta distància de la cursa de ciclisme i fent-la en sentit contrari al de les agulles del rellotge al voltant de l'illa, la carrera de ciclisme podria començar on acabava la de Waikiki i acabar a la Torre Aloha, el principi tradicional de la marató de Honolulu. Abans de la carrera, cada atleta va rebre tres fulls de paper. L'un amb les regles i la descripció de la cursa, l'altre escrit a mà i amb l'exhortació "Natació 2,4 milles! Ciclisme 112 milles! Córrer 26,2 milles! Fama per a la resta de la teva vida!" (avui dia una marca registrada), i el tercer, amb un gest de complicitat cap a un corredor local que era conegut pels seus exigents entrenaments, Collins va escriure "Qui arribi primer, l'anomenarem Ironman (home de ferro)".
Cadascun dels corredors tindria el seu propi equip de suport per subministrar-li aigua, aliment i estímul durant l'esdeveniment. Dels quinze homes que van començar d'hora el matí del 18 de febrer de 1978, dotze van completar la carrera. Gordon Haller, un especialista de comunicacions de la Marina dels Estats Units, va ser el primer a guanyar el títol d'Ironman completant la cursa amb un temps d'11 hores, 46 minuts i 58 segons. John Dunbar, corredor de la SEAL de la Marina dels Estats Units, tenia possibilitats de guanyar, però es va quedar sense aigua en el curs de la marató i el seu equip de suport va recórrer a donar-li cervesa en comptes d'aigua.
Sense esforços de màrqueting, la carrera aconsegueix 50 atletes l'any 1979. La segona edició de la carrera, va ser ajornada un dia a causa de les condicions de mal temps. Només quinze competidors van començar la cursa el diumenge al matí. Tom Warren de San Diego la va guanyar en 11 hores, 15 minuts i 56 segons. Lyn Lemaire, una ciclista campiona de Boston, aconsegueix el sisè lloc general i es converteix en la primera "Ironwoman".
Collins va pensar canviar la carrera a un esdeveniment de relleu per atreure més participants, però el periodista Barry McDermott de la revista Sports Illustrated, va descobrir la carrera i va escriure un reportatge de deu pàgines d'aquesta. L'any següent, centenars de participants, curiosos, van contactar amb Collins.

## Actualitat
Alguns anys més tard, l'Ironman de Hawaii es va traslladar a l'illa de Kona (la més gran del grup d'illes que conforma Hawaii) per la seva facilitat per a l'organització de l'esdeveniment, i aquest es va moure de febrer a novembre.
El format d'Ironman es manté sense canvis, i l'Ironman de Hawaii encara és considerat com un esdeveniment de triatló amb honor i prestigi a tot el món.
Un fet que caracteritza l'Ironman, és la penalització de l'anomenat "drafting". Hi ha drafting quan un ciclista es posa darrere d'un altre i aprofita el camí d'aire que obre el de davant amb el seu cos. Això fa que el ciclista de darrere vagi més descansat aprofitant el camí d'aire obert. Si es fa un drafting en aquesta competició, es penalitza amb temps, per aquesta raó mai es veuen els ciclistes un darrere l'altre com es veu en competències de ciclisme on sí que està permès.
Els atletes que completen tal esdeveniment dins dels llindars de temps estricte són reconeguts com a "Ironmans", però aquest plural "Ironmans" també es refereix a les múltiples carreres d'"Ironman". I dins la comunitat dels triatletes, un Ironman és algú que ha completat una carrera de la distància adequada, sigui o no organitzada per la WTC.

## Grans atletes

### Masculins
- Craig Alexander: Guanyador tres vegades del Campionat Mundial Ironman (2008, 2009, 2011). Actual titular del rècord de Hawaii el 2011 amb un temps de 08:03:56.
- Mark Allen: Guanyador sis vegades de l'Ironman a Hawaii. Cinc victòries consecutives a Hawaii (rècord mundial).
- Luc Van Lierde: Primer guanyador masculí europeu d'Ironman de Hawaii. Titular del rècord històric fins a 2011 (07.50.27 el 1996 a l'Ironman Europa). Estableix el rècord de Hawaii (08.04.08) el 1996 (rècord que va perdurar fins al 2011).
- Dave Scott: Guanyador sis vegades del Campionat del Món d'Ironman (rècord masculí).
- Jonathan Seth Blais: La primera persona amb esclerosi lateral amiotròfica que aconsegueix completar el circuit, l'any 2005. Va morir el 2007.

### Femenines
- Natascha Badmann: Primera dona europea a guanyar l'Ironman de Hawaii. Guanyadora sis vegades del Campionat Mundial d'Ironman.
- Mirinda Carfrae: Guanyadora de tres Campionats del Món d'Ironman (2010, 2013 i 2014). Va aconseguir el podi en els sis intents de l'Ironman de Hawaii (medalla de plata el 2009 i el 2011, i medalla de bronze l'any 2012). Posseïdora del rècord femení per a la cursa general de Kona (08:52:14, establert el 2013) i del recorregut de la cursa (2.50.38 el 2013, quan només dos homes registren un temps més ràpid).
- Paula Newby-Fraser: Guanyadora vuit vegades de l'Ironman de Hawaii (registre general). Quatre victòries consecutives a Hawaii i vint-i-quatre victòries d'Ironman generals (registre general). Té per sobrenom "la Reina de Kona".
- Chrissie Wellington: Guanyadora del Campionat del Món d'Ironman de Hawaii en el seu primer intent, menys d'un any després d'esdevenir professional. Wellington, set vegades guanyadora de la general femenina d'Ironman de Hawaii, és una de les úniques tres dones que ha aconseguit tres victòries consecutives en el Campionat Mundial d'Ironman (les altres dues són Natascha Badmann i Paula Newby-Fraser). Wellington manté un dels quatre temps més ràpids mai registrats per una dona de la distància Ironman.
- Lisa Bentley: Guanyadora onze vegades de l'Ironman del Canadà. És una de les millors cinc atletes del món classificades al Campionat del Món Ironman.

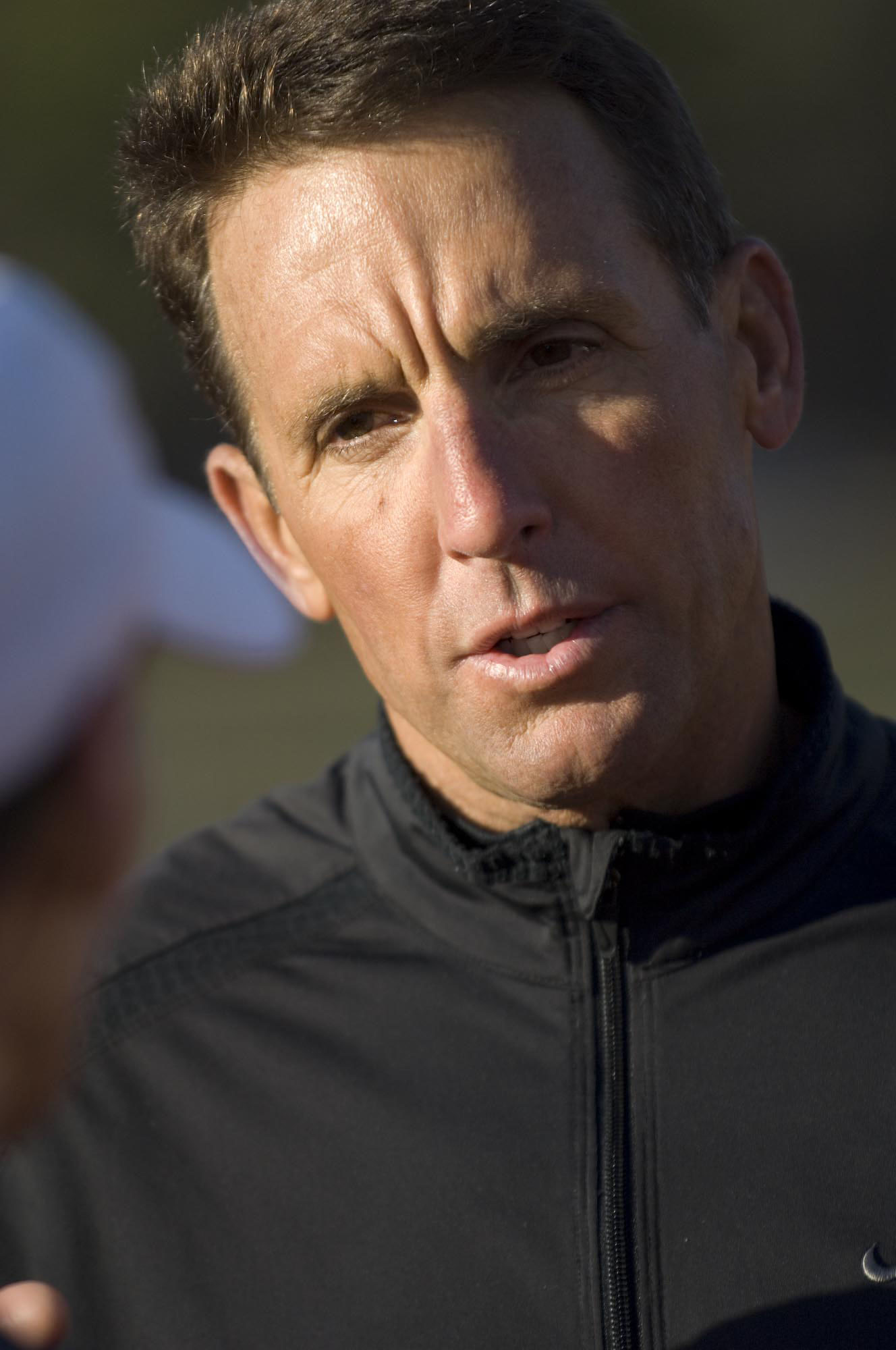
L'americà Dave Scott, sis vegades guanyador del Campionat del Món d'Ironman (rècord masculí).
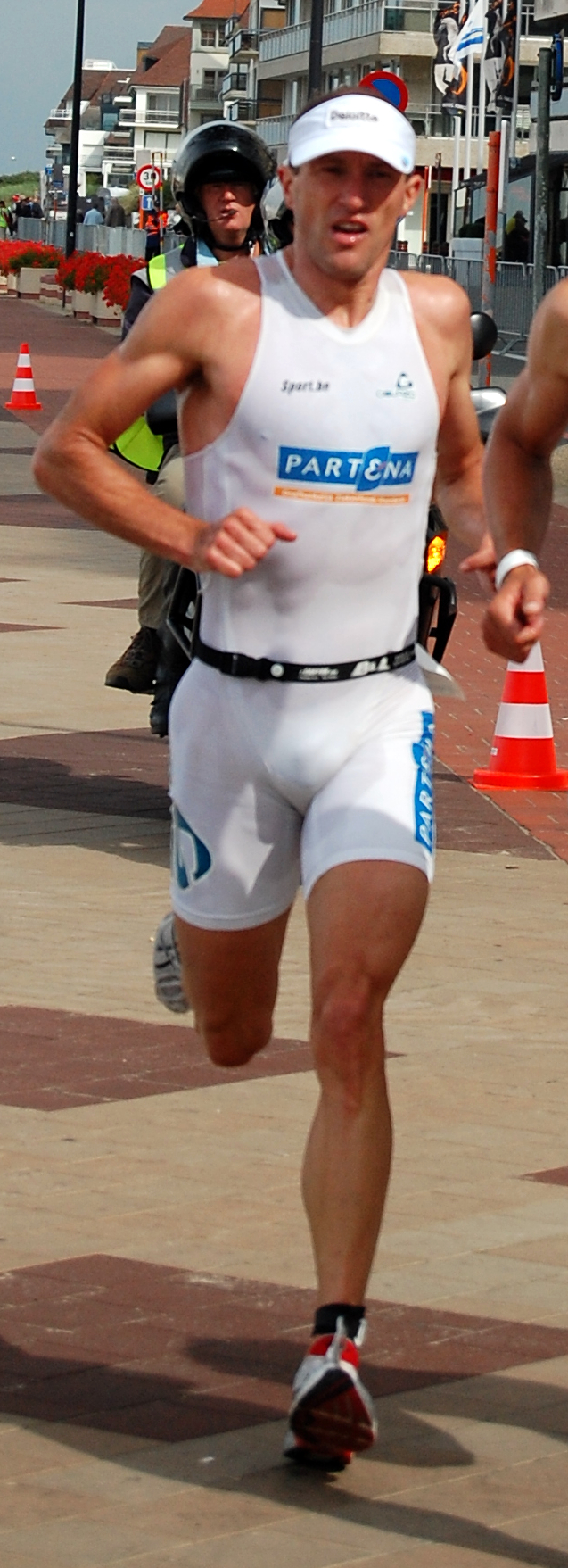
Luc Van Lierde, primer guanyador masculí europeu d'Ironman de Hawaii.
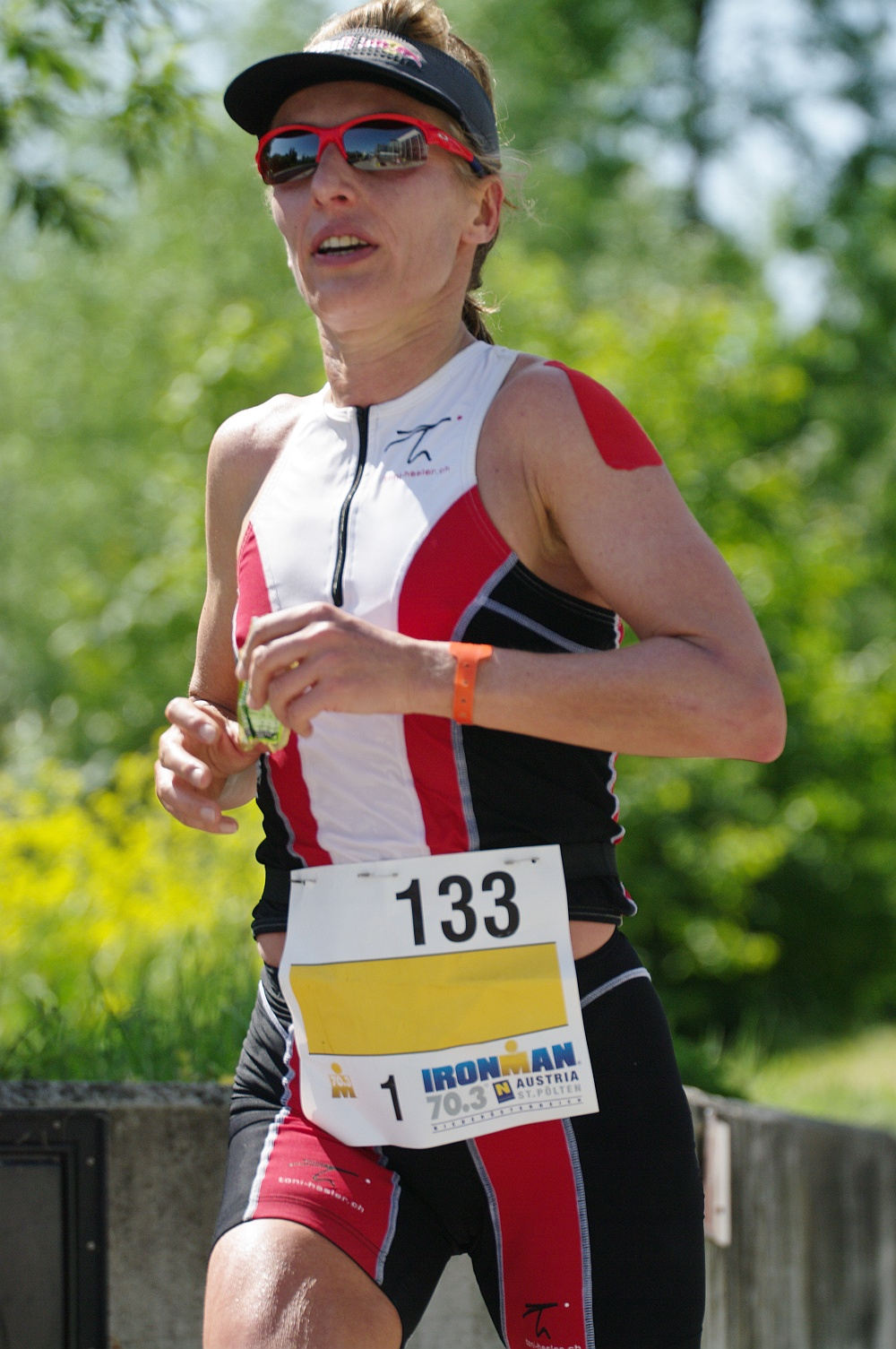
Natascha Badmann, guanyadora sis vegades del Campionat Mundial d'Ironman.
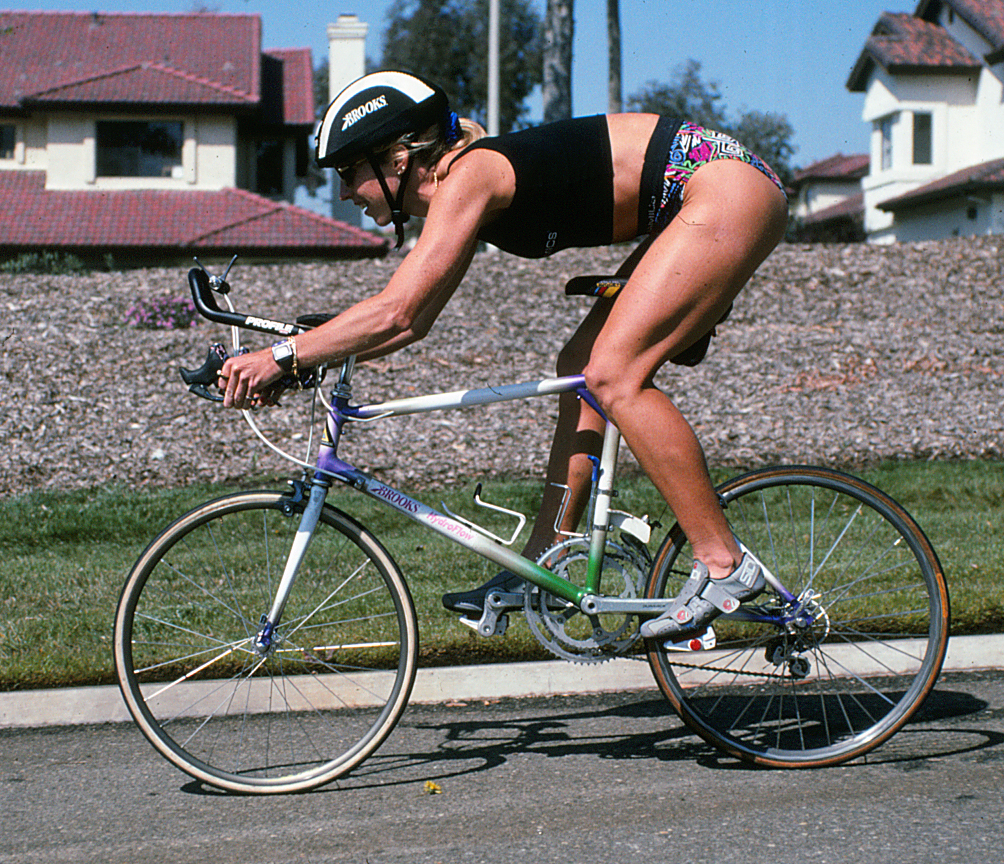
Paula Newby-Fraser, guanyadora vuit vegades de l'Ironman de Hawaii.
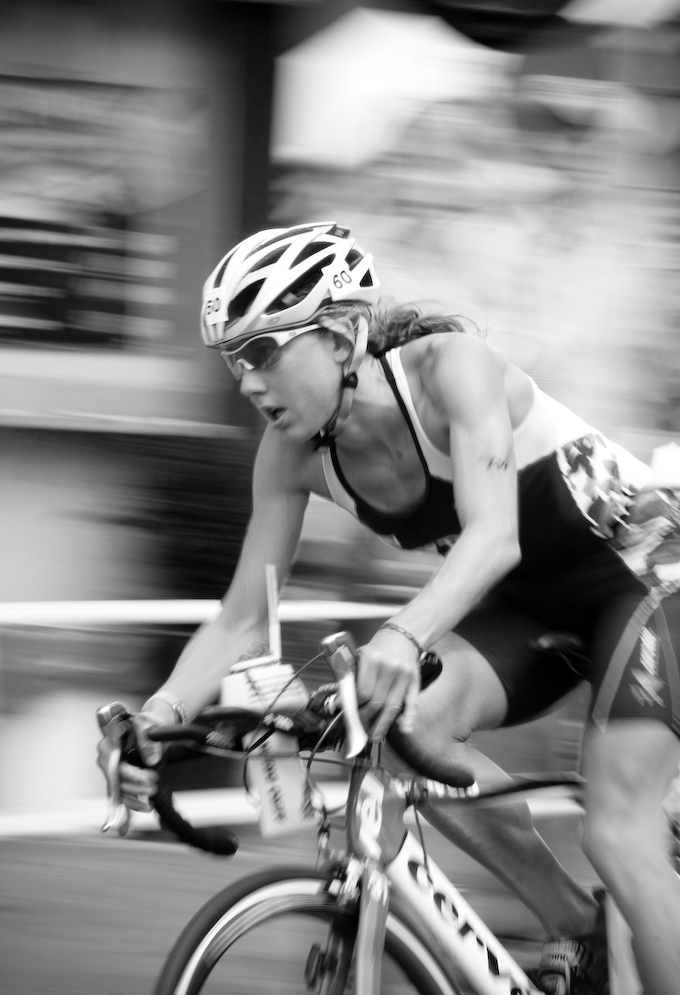
Chrissie Wellington, set vegades guanyadora de la general femenina d'Ironman de Hawaii.

## Sèries de l'Ironman
Hi ha més de dues dotzenes de carreres Ironman per tot el món que permeten la classificació per al Campionat del Món d'Ironman de Hawaii. Els atletes professionals es qualifiquen per al campionat a través d'un sistema de rang de punts, on els punts es guanyen segons la classificació a la ubicació de les competicions Ironman i Ironman 70.3. Els 50 atletes masculins i les 35 femenines que acumulin més punts en les carreres preliminars acudiran a la cita anual.
Aquests són els llocs en els quals se celebren tals competicions:

### Àfrica
- Ironman Sud-àfrica a Port Elizabeth, (Nelson Mandela Bay), Sud-àfrica

### Amèrica
- Ironman Illa de Florianópolis a Florianópolis, Brasil
- Ironman Iracema Beach a Fortaleza, Brasil
- Ironman Canadà [a] a Whistler, Columbia Britànica, Canadà
- Ironman Mont-Tremblant (Campionat d'Amèrica del Nord) a Mont-Tremblant, Quebec, Canadà
- Ironman Arizona[b] a Tempe, Arizona, Estats Units
- Ironman Boulder a Boulder (Colorado), Estats Units
- Ironman Cambridge a Cambridge, Maryland, Estats Units
- Ironman Chattanooga a Chattanooga, Tennessee, Estats Units
- Ironman Cœur d'Alene[c] a Coeur d'Alene, Idaho, Estats Units
- Ironman Florida[d] a Panama City Beach, Florida, Estats Units
- Ironman Lake Placid a Lake Placid, estat de Nova York, Estats Units
- Ironman Lake Tahoe[e] a Llac Tahoe, Califòrnia, Estats Units
- Ironman Louisville[f] a Louisville, Kentucky, Estats Units
- Ironman Saint George a Saint George, Utah, Estats Units
- Ironman Texas a The Woodlands, Texas, Estats Units
- Ironman Wisconsin[g] a Madison, Wisconsin, Estats Units
- Ironman Cozumel a Cozumel, Mèxic
- Ironman Los Cabos a Los Cabos, Mèxic

### Àsia
- Ironman Xina a Tianjin, Xina
- Ironman Japan a Hokkaidō, Japó
- Ironman Malàisia a Langkawi, Malàisia
- Ironman Taiwan a Kenting, Taiwan

### Europa
- Ironman França a Niça, França
- Ironman Lanzarote a Puerto del Carmen (Lanzarote), les Illes Canàries, Espanya
- Ironman Barcelona a Calella, Catalunya
- Ironman Frankfurt (Campionat d'Europa) a Frankfurt, Alemanya.
- Ironman Regne Unit a Bolton, Anglaterra.
- Ironman Àustria a Klagenfurt, Àustria
- Ironman Copenhaguen a Copenhaguen, Dinamarca
- Ironman Mallorca a Alcúdia (Mallorca), Espanya
- Ironman Gal·les a Pembrokeshire, País de Gal·les
- Ironman Suècia a Kalmar, Suècia
- Ironman Suïssa a Zúric, Suïssa

### Oceania
- Ironman Austràlia a Port Macquarie, Austràlia
- Ironman Cairns a Cairns, Austràlia
- Ironman Victòria (Campionat d'Àsia-Pacífic) a Melbourne, Austràlia
- Ironman Austràlia Occidental a Busselton, Austràlia
- Ironman Nova Zelanda a Taupo, Nova Zelanda

## Altres formats de cursa

### Ironman 70.3
Es coneix com a Ironman 70.3 l'abans anomenada Half Ironman o mitja Ironman. Es tracta d'un triatló de mitjana distància que recorre 70,3 milles de distància entre les tres proves, d'aquí el nom (en el sistema mètric s'entén com 113 quilòmetres de distància total). D'aquesta manera, l'Ironman 70.3 es basa en un recorregut nedant d'1,9 quilòmetres, un recorregut pedalejant de 90 quilòmetres i 21 quilòmetres de camí recorregut a peu. És a dir, es recorre a cada prova la meitat del que s'acostuma a un Ironman tradicional.
L'any 2005, la WTC (World Triathlon Championship) va inaugurar l'Ironman 70.3. Molts atletes semiprofessionals completen aquest circuit com si es tractés de l'autèntic Ironman, i els atletes professionals ho completen per acumular punts i així poder participar en l'Ironman de Hawaii.
L'Ironman 70.3 s'ha convertit en una competició popular des de la seva creació el 2006, probablement per ser més assequible, malgrat la seva duresa, per a tot tipus d'atletes d'edats molt dispars. És per això que compta amb diferents tornejos oficials i fins i tot alguns d'ells classificatoris per l'Ironman de Hawaii. A més també es disputa un Campionat Mundial d'Ironman 70.3, per al qual també hi ha esdeveniments classificatoris de la mateixa manera que ocorre amb l'Ironman tradicional. La seu del Campionat Mundial d'Ironman 70.3 no és Hawaii sinó Las Vegas, des de l'any 2011 (abans d'aquesta data era a Clearwater, a l'estat de Florida).

### Altres triatlons de llarga distància
L'èxit dels triatlons Ironman ha portat a altres organitzadors a emular competicions seguint aquest model. Són carreres de gran dificultat, similars a l'Ironman, però que, a causa dels drets de propietat no poden dependre d'aquest nom. Entre aquestes s'inclouen, en particular, l'Embrunman (a França, el 15 d'agost), el Ch'Triman (a França, a principis de juliol), la Challenge Roth (a Alemanya, a mitjans de juliol), el Slovakman (a Eslovàquia, a principis d'agost), el Norseman Xtreme triathlon (a Noruega, a principis d'agost) o l'Esprit triathlon (a Mont-real, Quebec, a mitjans de setembre).